# Col du Bresson
Le col du Bresson ou col Bresson, anciennement col de Bresson, est un col situé en France, en Savoie, dans le massif du Beaufortain.
Il est situé dans le haut des vallons de Treicol à l'ouest et de l'Ormente à l'est, entre le refuge et le lac de Presset au nord-est et la Pierra Menta au sud-ouest. Il est franchi par le GR5 et le GRP Tour du Beaufortain.

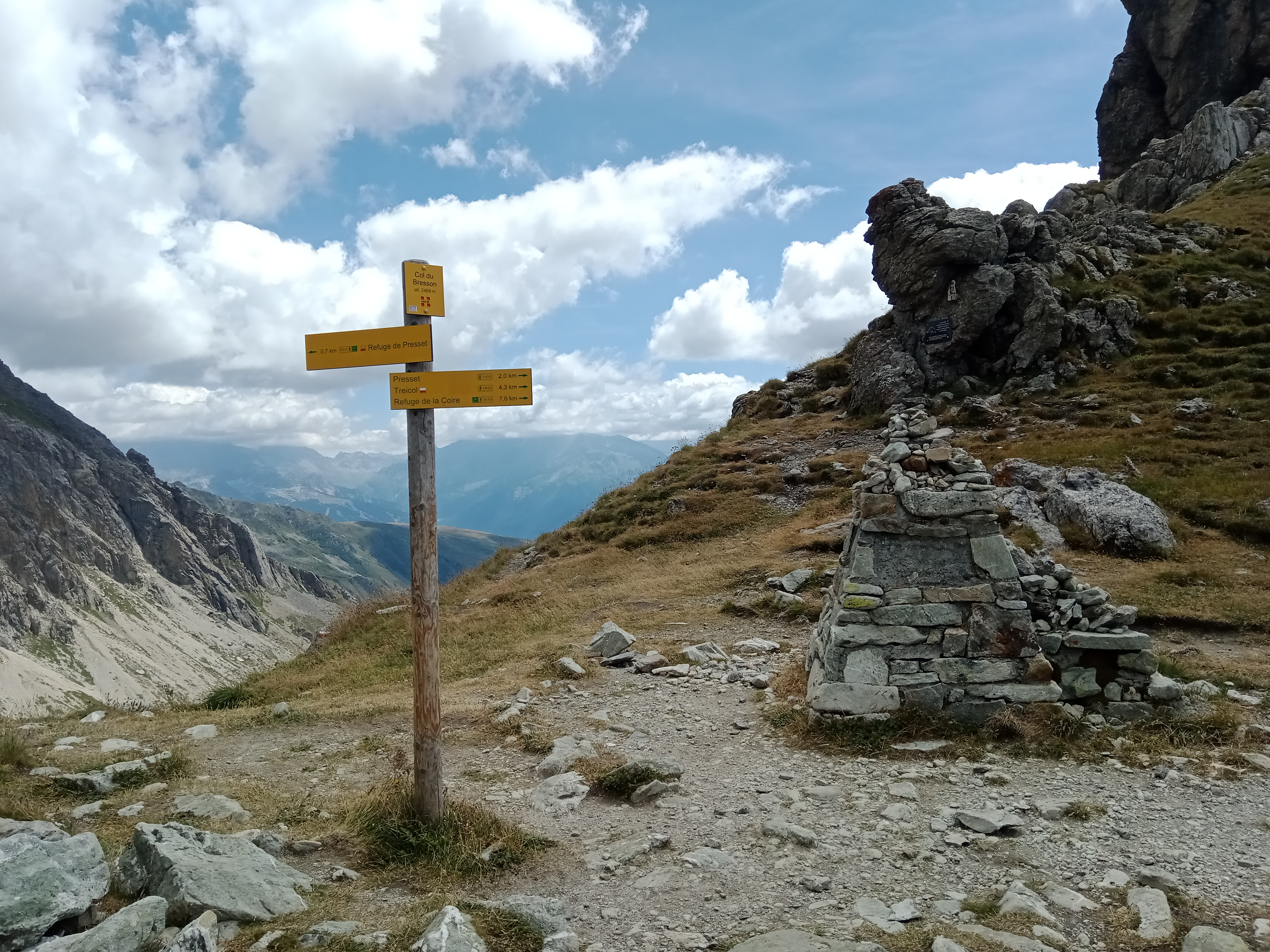
Panneaux et borne au col.

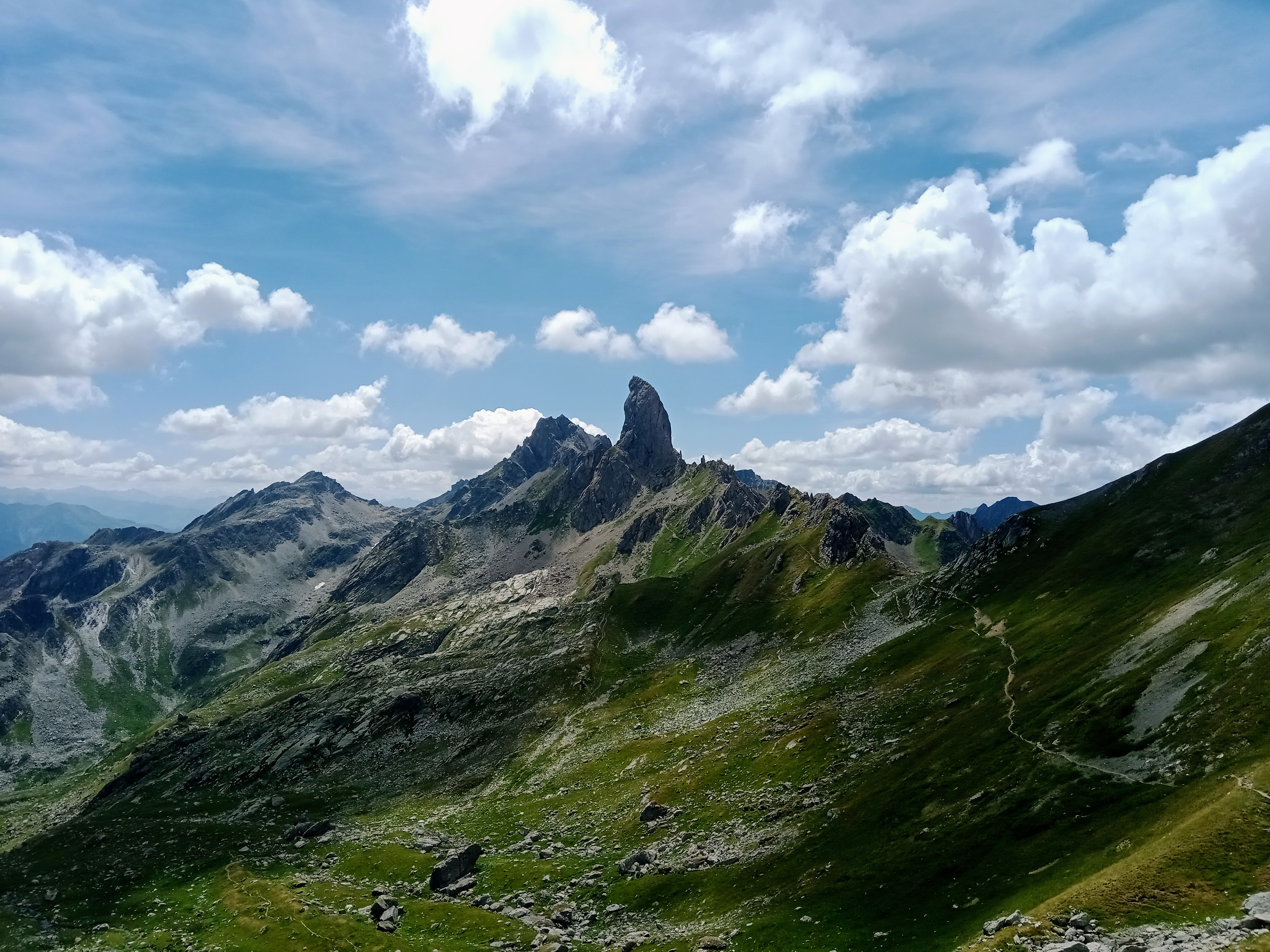
La Pierra Menta et le col du Bresson à droite vus depuis le refuge de Presset au nord-est.